# Sinocnemis dumonti
Sinocnemis dumonti är en trollsländeart som beskrevs av Wilson och Zhou 2000. Sinocnemis dumonti ingår i släktet Sinocnemis och familjen flodflicksländor. Inga underarter finns listade i Catalogue of Life.